# Saint-Laurent-la-Roche
Saint-Laurent-la-Roche är en kommun i departementet Jura i regionen Bourgogne-Franche-Comté i östra Frankrike. Kommunen ligger i kantonen Beaufort som tillhör arrondissementet Lons-le-Saunier. År 2018 hade Saint-Laurent-la-Roche 328 invånare.

## Befolkningsutveckling
Antalet invånare i kommunen Saint-Laurent-la-Roche
Referens:INSEE